# حرمت‌شکنی
حَرمَت‌شکنی (انگلیسی: Sacrilege) از مفاهیم مسیحیت است که به هتک حریم یا مقدسات یک قدیس، یک امر یا یک مکان اشاره دارد.
هتک حرمت منازل یا ساحت قدیسین روحانیت در زمره حرمت‌شکنی‌ها است.